# Гран Туризмо (фильм)
«Гран Тури́змо» (англ. Gran Turismo) — спортивный фильм режиссёра Нила Бломкампа и сценаристов Джейсона Холла и Зака Бейлина, основанный на одноименной серии видеоигр компании PlayStation Studios, созданный Columbia Pictures и PlayStation Productions и распространяемый Sony Pictures Releasing. Сюжет вдохновлён реальной историей Янна Марденборо, подростка и фаната Gran Turismo, мечтающего стать автогонщиком. Частично основанный на реальных событиях, фильм представляет собой полную историю исполнения желаний подростка, играющего в эту компьютерную игру. Главные роли исполнили Дэвид Харбор, Орландо Блум, Арчи Мадекве, Дэррен Барнет, Джери Халлиуэлл Хорнер и Джимон Хонсу.
Разработка фильма началась в 2013 году, его продюсерами должны были выступить Майкл Де Лука и Дана Брунетти по сценарию Алекса Тсе. В 2015 году Джозеф Косински должен был стать режиссёром фильма, а Джон и Эрих Хобер написали новый сценарий. К 2018 году версия Косински больше не продвигалась вперед. В мае 2022 года началась разработка новой версии фильма «Гран Туризмо», режиссёром которой должен был стать Бломкамп. Основной актёрский состав был утвержден в сентябре, а другие актёры присоединились к проекту в ноябре. Съёмки начались в Венгрии в том же месяце и завершились в декабре 2022 года.
Мировая премьера фильма «Гран Туризмо» состоялась 30 июля 2023 года. В прокат США фильм вышел 25 августа 2023 года.

## Сюжет
Подросток Янн Марденборо живет с семьей в Кардиффе, Уэльс, и проводит всё своё свободное время с новой приставкой PlayStation за игрой Gran Turismo. Его отец Стив когда-то был успешным профессиональным футболистом и сейчас пытается приблизить своих детей к профессиональному спорту, но заинтересовать футболом может только младшего сына Коби. Янн, с другой стороны, преследует мечту однажды стать успешным автогонщиком и финансирует свое дорогое хобби с помощью мини-работы в магазине одежды.
Менеджер по маркетингу Дэнни Мур представляет в Токио своему работодателю Nissan план противодействия падению продаж новых автомобилей, которое снижается уже много лет. Чтобы открыть новые рынки сбыта, он намерен создать «академию GT», которая даст игрокам Gran Turismo возможность управлять настоящими гоночными автомобилями и закрепиться в профессиональных гонках. В качестве главного инженера Мур нанимает бывшего автогонщика Джека Солтера, который до этого свои услуги предлагал молодому гонщику Николасу «Нику» Капе, но рассорился с этим богатым юношей.
Став одним из лучших игроков Gran Turismo в Британии, Янн получает приглашение принять участие в виртуальной гонке. Финишировав первым в гонке и одержав победу над многочисленными конкурентами, юный геймер может, таким образом, претендовать на участие в «академии GT». На трассе Сильверстоун он встречается со своими девятью соперниками, которые соревнуются с ним в различных дисциплинах, и Солтер сократил их до пяти участников. Янну предстоит перенести свои знания видеоигр на настоящие автомобили на месте и, наконец, получить право на участие в финальной гонке, которую он выигрывает на фотофинише, опередив Мэтти Дэвиса. Мур изначально не согласен с этим местом и вместо этого хочет объявить победителем Дэвиса из-за его большей медиа-компетентности, но Солтер настаивает на победе довольно застенчивого и сдержанного Янна.
Nissan соглашается спонсировать Янна и предоставить ему команду, если он займет хотя бы четвёртое место в одной из семи гонок GT1 и, таким образом, получит лицензию FIA. В своей первой гонке на Ред Булл Ринге в Шпильберге, Янн в финальном круге идёт четвёртым, но его сбивает с трассы Ник Капа и, в конечном итоге, он пересекает финишную черту последним. В последующих пяти гонках, начинающий гонщик постоянно совершенствуется, но не может попасть в четвёрку лучших. Последней надеждой Янна остается финальная гонка на автодроме Дубая, где он в итоге финиширует четвёртым, за что получает лицензию FIA от разработчика игр Gran Turismo Кадзунори Ямаути в Японии.
Во время своей первой гонки в качестве профессионального автогонщика, Янн попадает в аварию на Северной петле Нюрбургринга, и его доставляют в больницу с лёгкими травмами. Поскольку в аварии также погиб посторонний, Янн постоянно винит себя, хотя Солтер всегда уверяет его, что он не виноват в аварии. Тем не менее, остальные гонщики видят свой шанс избавиться от непопулярного игрока и подают заявку на исключение его из профилиги, из соображений безопасности. Хотя Янн официально не виновен, Nissan рассматривает возможность закрытия «академии GT» из-за этих событий.
Чтобы восстановить репутацию Янна и проекта, Мур решает отправить на старт «24 часа Ле-Мана» команду бывших выпускников академии. В число товарищей по команде Янна входят Мэтти Дэвис и Антонио Круз, с которыми он поочередно должен сменяться каждые 3 часа. Когда гонщик Фредерик Шулин попадает в аварию в начале гонки, Янн вспоминает о своей травме и сильно отстаёт на поле. Солтеру удаётся его успокоить, пока Мэтти и Антонио догоняют ведущую группу, но для того, чтобы занять место на подиуме, Янну нужно обогнать Ника Капу на последнем круге. Между двумя гонщиками происходит снова фотофиниш, в результате которого Янн, Мэтти и Антонио выходят на третье место.

## В ролях
| Актёр              | Роль                                                |
| ------------------ | --------------------------------------------------- |
| Арчи Мадекве       | Янн Марденборо                                      |
| Дэвид Харбор       | Джек Солтер главный инженер академии GT, тренер Яна |
| Орландо Блум       | Дэнни Мур руководитель отдела маркетинга Nissan     |
| Джимон Хонсу       | Стив Марденборо отец Яна                            |
| Джери Халлиуэлл    | Лесли Марденборо мать Яна                           |
| Дэниел Пуйг        | Коби Марденборо брат Яна                            |
| Мейв Куртье-Лиллей | Одри девушка Яна                                    |
| Джоша Страдовски   | Николас Капа соперник Яна                           |
| Томас Кречман      | Патрис Капа отец Николоса                           |
| Такэхиро Хира      | Кадзунори Ямаути создатель Гран Туризмо             |
| Дэррен Барнет      | Мэтти Дэвис студент академии GT                     |
| Пепе Барросо       | Антонио Круз студент академии GT                    |
| Эмелия Хартфорд    | Лия Вега студент академии GT                        |
| Сан Хон Ли         | Джу-Хван Ли студент академии GT                     |
| Тео Кристин        | Марсель Дюран студент академии GT                   |
| Максимилиан Мундт  | Клаус Хоффман студент академии GT                   |
| Линдсей Паттисон   | Хлоя МакКормик студент академии GT                  |
| Мариано Гонсалес   | Генри Эвас студент академии GT                      |
| Харки Бхамбра      | Ави Бхатт студент академии GT                       |
| Ниалл Макши        | Фредерик Шулин соперник Яна                         |
| Аки Котабе         | Акира Акиба член правления Nissan                   |
| Никхил Пармар      | Персол друг Яна, работающий в геймерском клубе      |
| Ллойд Мередит      | Перси друг Яна и Коби                               |
| Джейми Кенна       | механик в команде Яна                               |
| Ройс Кронин        | главный инженер Капы                                |
| Вэй Вонг           | старший руководитель Nissan                         |
| Садао Уэда         | член правления Nissan                               |
| Кадзунори Ямаути   | суши-шеф (камео)                                    |

## Производство
В мае 2022 года было объявлено, что экранизация серии игр Gran Turismo от Polyphony Digital находится на ранней стадии разработки в Sony Pictures и PlayStation Productions. Вскоре после этого Нил Бломкамп был нанят в качестве режиссера, сценария, написанного Джейсоном Холлом, и Sony назначила дату выхода на 11 августа 2023 года. Главные роли были выбраны в сентябре 2022 года с Дэвидом Харбором в роли ветерана-гонщика, который наставляет Арчи Мадекве в роли стажера-подростка. Орландо Блум был выбран на роль руководителя отдела маркетинга автоспорта, а Дэррен Барнет на роль гонщика GT Academy, которому угрожает опасность. Во время съемок в ноябре было объявлено о дополнительных актерах, в том числе Джимон Хонсу, Джери Халлиуэлл-Хорнер, Дэниел Пуйг, Джоша Страдовски, Томас Кречман, Мейв Куртье-Лилли, Эмилия Хартфорд, Пепе Баррозу и Санг Хон Ли. В декабре 2022 года к актерскому составу присоединились Макс Мундт, Мариано Гонсалес, Харки Бхамбра, Линдси Паттисон, Тео Кристин и Нихил Пармар.
Съёмки начались в Венгрии в ноябре и завершились в декабре 2022 года, оператором выступил Жак Жуффре.
В сентябре 2022 года было объявлено, что Стивен Бартон напишет музыку к фильму. 24 апреля 2023 года стало известно, что музыку напишет Лорн Балф.